# Night and Day II
Night and Day II è un album del cantante e musicista inglese Joe Jackson registrato e pubblicato nel 2000.
Tutti i brani sono stati scritti da Joe Jackson.

## Tracce
1. Prelude – 1:57
2. Hell of a Town – 3:18
3. Stranger Than You – 4:16
4. Why – 3:54
5. Glamour and Pain – 5:59
6. Dear Mom – 4:12
7. Love Got Lost – 6:59
8. Just Because... – 4:45
9. Happyland – 5:12
10. Stay – 5:46

## Formazione
- Joe Jackson – voce, piano e tastiere
- Graham Maby – basso elettrico (nei brani 5, 7 e 8)
- Sue Hadjopoulos - percussioni (nei brani 1, 2, 3 e 9)
- Gary Burke – percussioni (nel brano 7)

Quartetto d'archi: Ethel formato da:
- Mary Rowell – violino
- Todd Reynolds – violino
- Ralph Farris – viola
- Dorothy Lawson - violoncello